# یواس‌اس ارکو (ای‌آردی‌ام-۵)
یواس‌اس ارکو (ای‌آردی‌ام-۵) (به انگلیسی: USS Arco (ARDM-5)) یک کشتی است که طول آن ۴۹۲ فوت (۱۵۰ متر) و ارتفاع آن ۶۱ فوت (۱۹ متر) می‌باشد. این کشتی در سال ۱۹۸۴ ساخته شد.